# Laisaarenaukko
Laisaarenaukko är en fjärd i Finland. Den ligger i landskapet Egentliga Finland, i den sydvästra delen av landet, 180 km väster om huvudstaden Helsingfors.
Laisaarenaukko avgränsas av Tammisluoto i väster, Liettinen i nordväst, Hunkeri i norr, Niemenpää i nordöst, Kunstenniemi i öster samt Pahaluoto och Laisaari i söder. 